# 우바라역
우바라역(일본어: 鵜原駅, うばらえき)은 일본 지바현 가쓰우라시에 있는 동일본 여객철도의 철도역이다.

## 역 구조
섬식 1면 2선 구조의 지상역이다. 역사와 승강장은 과선교로 이어져 있다. 가쓰우라역이 관리하고 있으며, 간이 위탁역이다. 간이 개찰기에서 스이카 및 제휴 교통카드의 사용이 가능하다.

### 승강장
| 1 | ■ 소토보 선 | 가즈사오키쓰 · 아와카모가와 방면                                 |
| 2 | ■ 소토보 선 | 가쓰우라 · 오하라 · 가즈사이치노미야 · 모바라 · 소가 · 지바 방면 |

## 역세권 정보
- 국도 제128호선
- 우바라 해수욕장

## 역사
- 1927년 4월 1일 - 일본국유철도의 역으로 개업하였다.
- 1987년 4월 1일 - 민영화에 따라 동일본 여객철도의 소속이 되었다.
- 2009년 3월 14일 - 스이카의 사용이 개시되었다.

## 인접역
| 동일본 여객철도 소토보 선 | 동일본 여객철도 소토보 선 | 동일본 여객철도 소토보 선      |
| ------------------------- | ------------------------- | ------------------------------ |
| 가쓰우라 지바 방면        | ■ 소토보 선               | 가즈사오키쓰 아와카모가와 방면 |